# Aéroport Begichevo de Nijnekamsk
L'aéroport Begichevo (russe : Аэропорт Бегишево) (code IATA : NBC • code OACI : UWKE) est un aéroport situé dans le Tatarstan, en Russie, à 19 kilomètres à l'est de la ville de Nijnekamsk.

## Histoire
La construction de l'aéroport Begichevo a démarré en 1970.
Il obtient le statut d'aéroport international en 1998. En 2008, il n'est plus géré par Tatarstan Airlines et est géré par l'OAO Begishevo Airport. Au 30 juin 2011, 99,95 % de ses actions appartiennent à l'OAO KAMAZ

## Situation

### Carte des aéroports russes
| \| 50 km1:1 791 000 \| Koursk Abakan Anapa Pskov Arkhangelsk Astrakhan Barnaoul Belgorod Blagoveshchensk Bratsk Grozny Guelendjik Iakoutsk Iékaterinbourg Ijevsk Ioujno-Sakhalinsk Irkoutsk Kaliningrad Kazan Kemerovo Khabarovsk Khanty-Mansiïsk Krasnodar Krasnoïarsk Magadan Magnitogorsk Makhachkala Mineralnye Vody Mirny Moscou · SVO Moscou · DME Moscou-VKO Mourmansk Narian-Mar Nijnekamsk Nijnevartovsk Nijni Novgorod Noïabrsk Alykel Novokouznetsk Novossibirsk Novy Ourengoï Omsk Orenbourg Oufa Oulan-Oude Oulianovsk Perm Petropavlovsk-Kamtchatski Rostov · sur-le-Don Sabetta Saint-Pétersbourg Salekhard Samara Saratov Simferopol Sotchi Sourgout Stavropol Kyzyl Syktyvkar Tcheliabinsk Tchita Tioumen Tomsk Vladivostok Volgograd Voronej |
| 50 km1:1 791 000 |

## Compagnies aériennes et  destinations
| Compagnies        | Destinations                                         |
| ----------------- | ---------------------------------------------------- |
| Aeroflot          | Moscou Chérémétiévo, Simféropol                      |
| AtlasGlobal       | Istanbul , En saison charter : Antalya               |
| Azur Air          | En saison charter : Dalaman                          |
| Izhavia           | En saison : Anapa, Simféropol                        |
| Komiaviatrans     | Perm, Samara-Kouroumotch, Saint-Pétersbourg-Poulkovo |
| Nordavia          | En saison : Simféropol                               |
| Nordwind Airlines | Moscou Chérémétiévo En saison charter : Monastir     |
| Orenburzhye       | Nijni Novgorod-Strigino                              |
| Pobeda            | Moscou-Vnoukovo En saison : Sotchi-Adler             |
| S7 Airlines       | Moscou-Domodédovo                                    |
| Saravia           | En saison : Anapa, Simféropol, Sotchi-Adler          |

Édité le 27/04/2018